# 安琪拉·卡多索
安琪拉·卡多索（1979年4月9日—）是一名安哥拉女子籃球運動員，曾代表國家參加2012年倫敦奧運的女子籃球比賽，結果獲得第12名，並未獲得獎牌。